# Porthidium nasutum
Porthidium nasutum är en ormart som beskrevs av Bocourt 1868. Porthidium nasutum ingår i släktet Porthidium och familjen huggormar. Inga underarter finns listade i Catalogue of Life.
Arten förekommer med flera från varandra skilda populationer från södra Mexiko över Centralamerika till Colombia och Ecuador. Den vistas vanligen i låglandet och i kulliga områden. I Colombia hittades den även vid 1880 meter över havet. Porthidium nasutum lever i regnskogar och i fuktiga bergsskogar. Honor lägger inga ägg utan föder levande ungar.
Ibland dödas ett exemplar av människor som inte vill ha ormar nära sin bostad. Allmänt är arten inte sällsynt. IUCN kategoriserar arten globalt som livskraftig.